# Osvald Chlubna
Osvald Chlubna (Brno, 22 giugno 1893 – Brno, 30 ottobre 1971) è stato un compositore ceco.

## Biografia
Dopo la maturità, studiò all'Università tecnica ceca e completò un corso all'accademia commerciale. Lavorò quindi come impiegato presso la banca Cyrilometodějska spořitelna e záložna a Brno, fino al 1953. Nel 1914 entrò nella scuola d'organo di Leoš Janáček a Brno e divenne suo allievo e ammiratore. La scuola d'organo di Janáček fu trasformata in un conservatorio indipendente nel 1919 e Chlubna vi tenne lezioni di armonia, strumentazione e teoria degli strumenti. Dopo la fondazione della Janáčkova akademie múzických umění (Accademia Janáček di arti musicali), vi tenne lezioni teoriche.
Era molto attivo nelle organizzazioni di compositori e nella vita musicale della Moravia. Era membro del consiglio direttivo del Club dei compositori moravi, tesoriere e ultimo presidente del Sindacato dei compositori moravi (sciolto nel 1948), collaborò al Fondo musicale ceco e al comitato organizzatore del festival Primavera di Praga. Nel 1952 divenne presidente della sezione di Brno dell'Unione dei compositori cecoslovacchi. Era anche membro del consiglio direttivo del festival Maggio musicale di Brno. Per i suoi meriti, fu nominato membro ordinario dell'Accademia ceca delle scienze e delle arti e fu premiato più volte.

## Composizioni
La sua produzione si colloca nell'orma del suo maestro Leoš Janáček. Il suo stretto rapporto con il maestro si concretizzò anche con l'orchestrazione del terzo atto dell'opera Šárka di Janáček (Janáček ne aveva completato solo la versione per pianoforte). Portò a termine, secondo le note di Janáček, la sinfonia incompiuta Dunaj ("Il Dabubio"). È stato fortemente influenzato dalla strumentazione di Richard Strauss e dalla colorazione di Claude Debussy.

### Opere
- Pomsta Catullova ("La vendetta di Catullo") op. 4 (un atto, libretto del compositore da un soggetto di Jaroslav Vrchlický, 1917)
- Alladina a Palomid op. 16 (due atti, libretto del compositore da un soggetto di Maurice Maeterlinck, 1922)
- Ňura op. 31 (due atti, libretto di Osip Dymov, 1930)
- V den počátku (Jak smrt přišla do světa; Nel giorno del principio. Come la morte è giunta nel mondo op. 43 (un atto, libretto di Alexander Hartley, 1935)
- Freje pána z Heslova op. 53 (libretto di Ladislav Stroupežnický, 1940)
- Jiří z Kunštátu a Poděbrad op. 52 (libretto del compositore dal romanzo di Alois Jirásek Maryla,[1] 1942)
- Kolébka op. 81 (libretto del compositore da un soggetto di Alois Jirásek 1952)
- Eupyros op. 98 (libretto del compositore, 1962)
- Strumentazione del terzo atto dell'opera Šárka di Leoš Janáček

### Balletto
- Hrátky na drátkách ("Giochi sui fili"), op. 84 (1955)

### Cantate
- Otčenáš ("Padre nostro") op. 2 (1916)
- Šumařovo dítě op. 14 (testo di Svatopluk Čech)
- Aleluja op. 58 (Otokar Březina, 1946)
- Je krásná země má op. 85 (testo di František Halas e Antonín Sova, 1955)
- Ve jménu života op. 94 (testo di Stanislav Kostka Neumann, 1961)

### Musica per orchestra
- Vysněné dálky op. 3 (1916)
- Do pohádky op. 8 (1916)
- Než zmlknu op. 5 (1918)
- Dvě pohádky op. 11 (1920)
- Píseň touhy op. 15 (1922)
- Symfonietta op. 17 (1924)
- Suita pro smyčcový orchestr op. 23 (1926)
- Symfonie života a lásky ("Sinfonia della vita e dell'amore) (Sinfonia n. 1) op. 24 (parole di Otokar Březina, 1927)
- Song suita op. 30 (1931)
- Veseloherní předehra op. 34 (1932)
- Ze strání hor a lesů op. 40 (1934)
- Fantasia per viola e orchestra op. 44 (1936)
- Concerto per pianoforte e orchestra in re minore op. 46 (1937)
- Concerto per violoncello e orchestra in fa minore op. 47 (1938)
- Sinfonia n. 2 (Brněnská) op. 65 (1946)
- Concerto per violino e orchestra op. 75
- Slovácké tance ("Danze della Slovacchia morava") op. 76 (1951)
- Andante per violino e piccola orchestra op. 78a (1951)
- Příroda a člověk: ("La natura e l'uomo")
  - I. Z jara ("Dalla primavera") op. 70 (1949)
  - II. Letní serenáda ("Serenata estiva") op. 77 (1951)
  - III. Karneval podzimu ("Carnevale autunnale") op. 82 (1953)
- Portály a fresky brněnské ("I portali e gli affreschi di Brno"), op. 100
- To je má zem:("Questa è la mia terra")
  - I. Brněnské kašny a fontány ("Fontane di Brno") op. 86 (1956)
  - II. Propast Macocha ("L'abisso di Macoch") op. 87 (1957)
  - III. Ej chlapci, hore! ("Ehi ragazzi, su!") op. 90 (1958)
  - IV. Hrad Pernštejn ("Il castello di Pernštejn") op. 88 (1957)
  - V. Je krásná země má ("Io ho una bella terra") op. 85 (testo di František Halas e Antonín Sova, 1955)
- Sinfonia n. 3. "Osudová" (1960)
- Compimento della sinfonia Dunaj di Leoš Janáček

### Musica da camera
- Elegie ztracených lidí, Nocturno ("Elegie della persone perdute. Notturno") op. 18 per violoncello e pianoforte (1924)
- Quartetto d'archi n. 1, in sol minore op. 21 (1925)
- Sonata per violino e violoncello op. 22 (1925)
- Due frasi (trio di pianoforti, 1928)
- Quartetto d'archi n. 2 in do maggiore op. 26 (1928)
- Allegro feroce op. 32 (per organo, 1931)
- Quartetto d'archi n. 3 in fa bemolle maggiore op. 35 (1933)
- Nokturna op. 36 (per pianoforte, 1933)
- Preludio, toccata e fuga op. 37 (per pianoforte, 1933)
- Passacaglia op. 41 (per organo, 1934)
- 3 preludi op. 42 (per pianoforte, 1935)
- Quintetto di fiati op. 45 (1936)
- Adagio op. 57 (per organo, 1943)
- 3 preludi op. 61 (per pianoforte, 1945)
- Serenata per quintetto di fiati op. 63 (1947)
- Sonata per violino e pianoforte op. 66 (1948)
- Sonata per violoncello e pianoforte op. 69 (1948)
- Fantasia per violino e viola op. 71 (1949)
- Quattro pezzi istruttivi per violino e pianoforte op. 78 (1951)
- Trio d'archi op. 83 (1953)
- Sonata-fantasia op. 93 (1959)
- Invenzione per viola (1962)
- Quartetto d'archi n. 4 la bemolle maggiore „È morta“ op. 103 (1964)
- Quartetto d'archi n. 5 op. 114 (1969)
- Sonatina per violino e pianoforte op. 119

### Canzoni
- 5 canzoni op. 6 (parole di Antonín Sova, Josef Svatopluk Machar, Otokar Březina, 1918)
- Se smrtí hovoří spící op. 7 (parole di Otokar Březina, 1918)
- Čtyři rispetti, Ukolébavky op. 19 (1925)
- Tři zpěvy odloučeného op. 27 (1928)
- Písničky života op. 38 (1934)
- Z těžkých chvil op. 38 (1938)
- Sladké žalmy op. 54 (1942)
- Prosté sloky op. 56 (S. K. Neumann, 1943)
- Písně tuláka op. 60 (Jaroslav Vrchlický, 1945)
- Serenády melancholické o lásce ("Serenate malinconiche sull'amore") op. 62 (1945)
- Chvalozpěvy osvobozené op. 64 (Zdeněk Spilka, Petr Křička, Vilém Závada, 1945)
- Rozjásané odpůldne, Požehnané jaro op. 89 (1956)

### Canzoni con accompagnamento orchestrale
- Tiché usmíření op. 10 (Otokar Březina, 1919)
- Tre canzoni op. 12 (Rabíndranáth Thákur, 1920)
- Due ballate op. 20 (Jiří Wolker, 1921)
- Žebrácké písně op. 25 (Jaroslav Durych, 1927)
- Zhasněte světla op. 55 (Jaroslav Seifert, 1943)
- Ó moje Manon op. 73 (Karel Hlaváček, 1950)

### Cori
- Cori maschili op. 9, op. 13 a op. 27 (1920–1928)
- Supplica op. 39 (Vítězslav Nezval, 1934)
- Inno dei santi Cirillo e Metodio op. 39 (1934)
- TGM op. 39 (1937)
- Země krásná ("Terra bella") op. 51 (1941)
- Bohatýr Muromec op. 67 (František Ladislav Čelakovský, 1948)
- Velký ptačí trh op. 68 (ženský sbor, František Ladislav Čelakovský, 1948)
- Hornická balada (Josef Václav Sládek, 1949)
- Medailonek Boženy Němcové ("Medaglione di Božena Němcová") op. 74 (František Halas, 1950)
- Tre favole e due cori allegri op. 74 (cori di fanciulli, Josef Václav Sládek, 1950)
- Z tej našej dědiny ("Da quel nostro villaggio") op. 79 (coro femminile, 1952)
- Dělnická balada ("Ballata operaia") op. 80 (1952)
- Zpívejte s námi ("Cantate con noi") op. 92 (cori di fanciulli, 1959)

### Letteratura
Oltre ai suoi libretti per diverse opere, nel suo lavoro musicologico si dedicò principalmente all'opera di Leoš Janáček. Scrisse anche articoli e reportage per riviste musicali professionali e quotidiani.